# Daniel Kaluuya
Daniel Kaluuya   (Londres, 24 de febrer de 1989) és un actor anglès conegut pel seu paper a la pel·lícula de thriller psicològic Get Out de la qual fou nominat a l'Oscar a la categoria per al Millor Actor Protagonista.

## Filmografia

### Pel·lícules
| Any          | Títol                                      | Paper                         | Notes        |
| ------------ | ------------------------------------------ | ----------------------------- | ------------ |
| 2006         | Shoot the Messenger                        | Reece                         |              |
| 2007         | Much Ado About a Minor Thing               | Shocker                       | Curtmetratge |
| 2008         | Cass                                       | Cass (jove)                   |              |
| 2009         | Brink                                      | —                             | Curtmetratge |
| 2010         | Chatroom                                   | Mo                            |              |
| 2010         | Baby                                       | Damon                         | Curtmetratge |
| 2011         | Johnny English Reborn                      | Agent especial Tucker         |              |
| 2012         | Beginning                                  | Stanley                       | Curtmetratge |
| 2013         | Welcome to the Punch                       | Juka                          |              |
| 2013         | Jonah                                      | Mbwana                        | Curtmetratge |
| 2013         | Kick-Ass 2                                 | Mort Negra                    |              |
| 2014         | Date Night                                 |                               | Curtmetratge |
| 2015         | Sicari                                     | Reggie Wayne                  |              |
| 2017         | Get Out                                    | Chris Washington              |              |
| 2017         | Robot & Scarecrow                          | L'home                        | Curtmetratge |
| 2018         | Black Panther                              | W'Kabi                        |              |
| 2018         | Widows                                     | Jatemme Manning               |              |
| 2019         | Queen & Slim                               | Slim                          |              |
| 2020         | A Christmas Carol                          | Fantasma de Nadal Present     |              |
| 2020         | Two Singles Beds                           | Jay                           | Curtmetratge |
| 2021         | Judas and the Black Messiah                | Fred Hampton                  |              |
| 2021         | Black Power: A British Story of Resistance | Narrador en la versió anglesa |              |
| 2022         | Nope                                       | OJ Haywood                    |              |
| Per anunciar | The Upper World                            |                               | Preproducció |

### Televisió
| Any       | Títol                       | Paper                                     | Notes                               |
| --------- | --------------------------- | ----------------------------------------- | ----------------------------------- |
| 2007      | The Whistleblowers          | Pinxo de l'escola                         | Episodi: "No Child Left Behind"     |
| 2007      | Comedy: Shuffle             | Dean                                      | Episodi: "Brendon Burns"            |
| 2007–2009 | Skins                       | L'elegant Kenneth/DJ                      | Sèrie 1 i 2 Escriptor de 3 episodis |
| 2008      | Delta Forever               | Roger                                     | Episodi: "Pilot"                    |
| 2008      | Silent Witness              | Errol Harris                              | Episodi: "Safe: Part 1"             |
| 2008–2009 | That Mitchell and Webb Look | Ballarí Speedo / Varis                    | 2 episodis                          |
| 2009      | Doctor Who                  | Barclay                                   | Episodi: "Planet of the Dead"       |
| 2009      | Lewis                       | Declan                                    | Episodi: "Counter Culture Blues"    |
| 2009      | FM                          | Ades                                      | 4 episodis                          |
| 2009      | The Philanthropist          |                                           | Episodi: "Nigeria (Part 2)"         |
| 2009      | 10 Minute Tales             | Soldat #2                                 | Episodi: "The Three Kings"          |
| 2009–2011 | Psychoville                 | Michael Fry (també conegut com a Tealeaf) | 12 episodis                         |
| 2010      | Comedy Lab                  | Varis                                     | Episodi: "Happy Finish" (pilot)     |
| 2010–2012 | Harry and Paul              | Parking Pataweyo                          | 5 episodis                          |
| 2011      | Coming Up                   | Micah                                     | Episodi: "Micah"                    |
| 2011      | The Fades                   | Mac                                       | Paper principal                     |
| 2011      | Black Mirror                | Bing                                      | Episodi: "Fifteen Million Merits"   |
| 2011      | Random                      | Germà                                     | Pel·lícula de TV                    |
| 2014      | Babylon                     | Matt Coward                               | Sèrie 1                             |
| 2018      | Watership Down              | Campaneta (veu)                           | pròxima minisèrie                   |

### Teatre
| Year | Title                 | Character     | Notes                   | Referències |
| ---- | --------------------- | ------------- | ----------------------- | ----------- |
| 2008 | Oxford Street         | Noi 1         |                         | [ 5 ]       |
| 2010 | Sucker Punch          | Leon Davidson |                         | [ 6 ]       |
| 2013 | Trelawny of the Wells | Tom Wrench    | Dirigida per Joe Wright |             |
| 2016 | Blue/Orange           | Christopher   |                         | [ 7 ]       |